# Homalota hesperica
Homalota hesperica är en skalbaggsart som beskrevs av Thomas Casey 1911. Homalota hesperica ingår i släktet Homalota och familjen kortvingar. Inga underarter finns listade i Catalogue of Life.